# Médaille J.-Lawrence-Smith
La médaille J.-Lawrence-Smith (en anglais J. Lawrence Smith Medal) est décernée tous les trois ans par l'Académie nationale des sciences (États-Unis) pour les recherches sur les corps météoritiques. 
La médaille est en l'honneur de son éponyme, le chimiste et minéralogiste américain John Lawrence Smith.

## Lauréats
- Kevin D. McKeegan (2018) – Pour ses contributions à la compréhension des processus et de la chronologie des débuts du système solaire tels qu'enregistré par les météorites primitives, pour son innovation dans l'instrumentation analytique et pour avoir montré que les compositions isotopiques de l'oxygène de la Terre et des planètes rocheuses et des météorites sont différentes de celle du Soleil.
- Hiroko Nagahara (2015) – Pour son travail sur la cinétique des processus d'évaporation et de condensation au début du système solaire et ses contributions fondamentales à l'un des mystères les plus durables dans l'étude des météorites, la formation des chondrules qui constituent la composante caractéristique du groupe le plus abondant de météorites.
- Harry Y. McSween, Jr. (2012) – Pour ses études des histoires magmatique et métamorphique des planètes-mères des météorites chondrites et achondrites, avec un accent particulier sur ses travaux sur l'histoire géologique de Mars sur la base d'études de météorites martiennes et de missions spatiales vers cette planète.
- Robert N. Clayton (2009) – Pour avoir été un pionnier dans l'étude des isotopes de l'oxygène pour comprendre la nature et l'origine des météorites, montrant que les météorites ont été assemblées à partir de composants d'origines nucléaires distinctes.
- Klaus Keil (2006) – Pour ses études quantitatives pionnières de minéraux dans les météorites et ses contributions importantes à la compréhension de la nature, de l'origine et de l'évolution de leurs corps parents.
- John T. Wasson (2003) – Pour ses importantes études sur la classification, l'origine et l'histoire primordiale des météorites de fer et des météorites chondrites et sur le mode de formation des chondrules.
- George W. Wetherill (2000) – Pour son apport unique à la cosmochronologie des planètes et des météorites et à la dynamique orbitale et à la formation des corps du système solaire.
- Ernst K. Zinner (1997) – Pour ses études pionnières de la composition isotopique de grains de poussière circumstellaire conservés dans des météorites, l'ouverture d'une nouvelle fenêtre sur la formation de la nébuleuse solaire.
- Donald E. Brownlee (1994)
- Robert M. Walker (1991)
- A. G. W. Cameron (1988)
- G. J. Wasserburg (1985)
- Ralph B. Baldwin (1979)
- John A. Wood (1976)
- Clair C. Patterson (1973)
- Edward Anders (1971)
- Edward P. Henderson (1970)
- John H. Reynolds (1967)
- Harold C. Urey (1962)
- Ernst J. Öpik (1960)
- Mark G. Inghram (1957)
- Peter M. Millman (1954)
- Fred L. Whipple (1949)
- Stuart H. Perry (1945)
- George P. Merrill (1922)
- H. A. Newton (1888)

## Lecture complémentaire
- Lee Anne Willson, J. Lawrence Smith and his meteorite collections (J. Lawrence Smith et ses collections de météorites), avril 2006.